# 转向比
转向比是指方向盘、車把的转动角度（以度为单位）与车轮的转动角度（以度为单位）的比率。 转向比为 x:y ，即意味着方向盘转动 x 度，车轮就會转动 y 度。
在摩托车、三輪車和自行车中，转向比始终为 1:1。汽车的转向比在12:1到20:1之间。例如，如果汽車方向盘转动一圈半，即540度，汽車的內側輪胎和外側輪胎分别转动35度和30度，根据阿克曼轉向幾何，则转向比为 540:((35+30)/2) = 16.6:1。